# Patagoniencinklod
Patagonienmarkkrypare (Upucerthia saturatior) är en fågel i familjen ugnfåglar inom ordningen tättingar.

## Utbredning och systematik
Arten förekommer i centrala Chile och sydvästra Argentina. Den behandlas som monotypisk, det vill säga att den inte delas in i några underarter.

## Status
IUCN kategoriserar arten som livskraftig.

## Namn
Tidigare kallades arten patagonienmarkkrypare på svenska, men har tilldelats ett nytt officiellt svenskt namn av Birdlife Sveriges taxonomikommitté eftersom markkrypare som grupp inte står varandra närmast. Istället är den nära släkt med cinkloder och namnet har justerats därefter.